# Lauriano Navas
Lauriano Navas (ur. 1919, zm. ?) – hiszpański kapo w obozie koncentracyjnym Gusen, zbrodniarz wojenny.
Od 27 stycznia 1941 był więźniem Mauthausen. 30 czerwca 1941 przeniesiono go do podobozu Gusen, gdzie został ustanowiony kapo w komandzie zajmującym się naprawą torów kolejowych w Kastenhofen. Navas nieustannie katował podległych mu więźniów, czasem ze skutkiem śmiertelnym.
Navas został za swoje zbrodnie skazany w procesie załogi Mauthausen (US vs. Lauriano Navas i inni) przez amerykański Trybunał Wojskowy w Dachau na dożywotnie pozbawienie wolności.